# کولیف
کولیف (به لاتین: Kulif) یک منطقهٔ مسکونی در روسیه است که در داغستان واقع شده‌است.